# Alto Occidente
Alto Occidente es una de las seis subregiones que conforman el departamento colombiano de Caldas, y se localiza en el extremo noroccidental del mismo.

## Municipios
La subregión comprende 5 municipios:
- Filadelfia
- La Merced
- Marmato
- Riosucio
- Supía

## Geografía

### Hidrografía
A la subregión de Alto Occidente le cruza de sur a norte el río Cauca.

### Límites
Limita con las subregiones Centrosur al sur y con el Norte caldense al este, con los departamentos de Antioquia y Risaralda al norte y occidente respectivamente.
|                               |
| Topografía del Alto Occidente |

|                                |
| Hidrografía del Alto Occidente |